# 47-mm-Panzerabwehrkanone Typ 1
Die 47-mm-Panzerabwehrkanone Typ 1 (jap. 一式機動四十七粍速射砲, Isshiki Kidō Yonjūnana-miri Sokushahō, dt. „Typ 1 mobiles 47-mm-Schnellfeuergeschütz“) war eine Panzerabwehrkanone (Pak), die vom Kaiserlich Japanischen Heer im Zweiten Japanisch-Chinesischen Krieg und während des Pazifikkrieges von 1941 bis 1945 eingesetzt wurde. Die Bezeichnung Typ 1 deutet dabei auf das Jahr der Entwicklung, das Jahr Kōki 2601 bzw. 1941 nach gregorianischem Kalender, hin.
Die Typ 1 war die stärkste, seriengefertigte Panzerabwehrkanone der japanischen Panzerabwehr-Kompanien und -Bataillone, die während des Zweiten Weltkrieges zum Einsatz kam.

## Geschichte

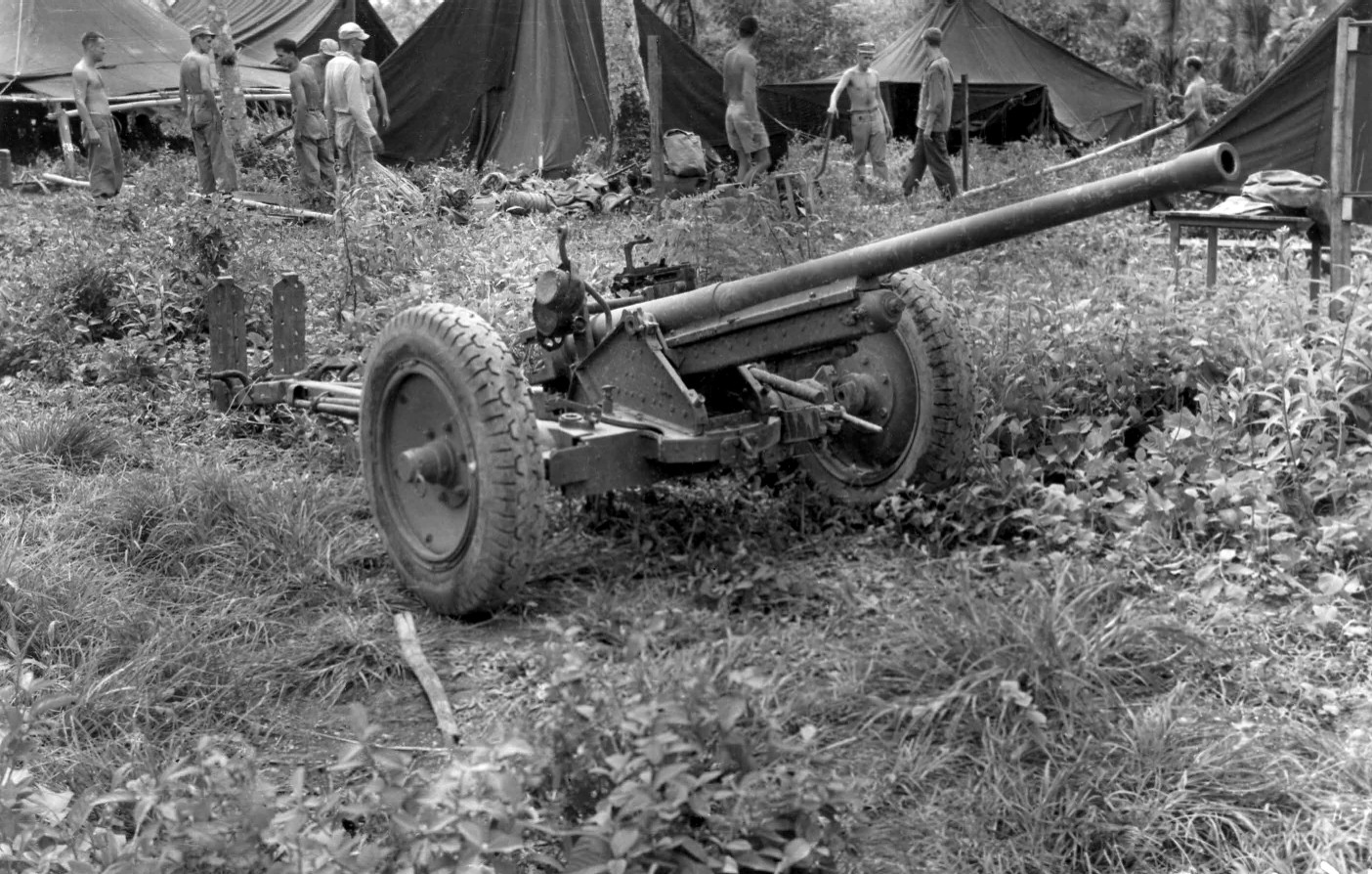
Eine Typ 1 (ohne Schutzschild), das während der Schlacht um Guam 1944 von alliierten Soldaten erobert wurde.

Das Kaiserlich Japanische Heer hatte in den 1920er Jahren der Entwicklung von separaten Panzerabwehrwaffen nur eine geringe Beachtung geschenkt. Panzerabwehr wurde als Aufgabe der frontnah eingesetzten Infanteriegeschütze festgelegt. Daher erhielten alle Geschütze bis zum Kaliber 7,5 cm spezielle panzerbrechende Sprenggeschosse als Basisausstattung. Dies erwies sich als problematisch während der seit Anfang der 1930er Jahre immer wieder ausbrechenden Grenzkonflikte mit der Sowjetunion, die schließlich 1939 in mehrmonatigen Gefechten, bekannt als Schlacht von Khalkin-Gol mündeten. Die Rote Armee verfügte über die zahlenmäßig größte Panzertruppe der Welt und setzte die Panzer dort in großem Umfang ein.
Zu dieser Zeit war das ab 1934 entwickelte und Mitte der 1930er Jahre im Heer eingeführte Typ 94 37-mm-Schnellfeuer-Infanteriegeschütz das meistverwendete Nahbereichs-Infanteriegeschütz. Dieses verwendete zunächst die panzerbrechenden Geschosse des Vorgängermodells, die jedoch nur eine begrenzte panzerbrechende Leistung hatten. 1936 wurde nach größeren Entwicklungsproblemen nachträglich doch noch ein verbessertes Geschoss eingeführt. 1937 wurde ein letzter Versuch unternommen, die Durchschlagskraft der Typ 94 mit einer verbesserten Geschossform zu steigern, doch blieb es beim experimentellen Status.

### Vorläufer

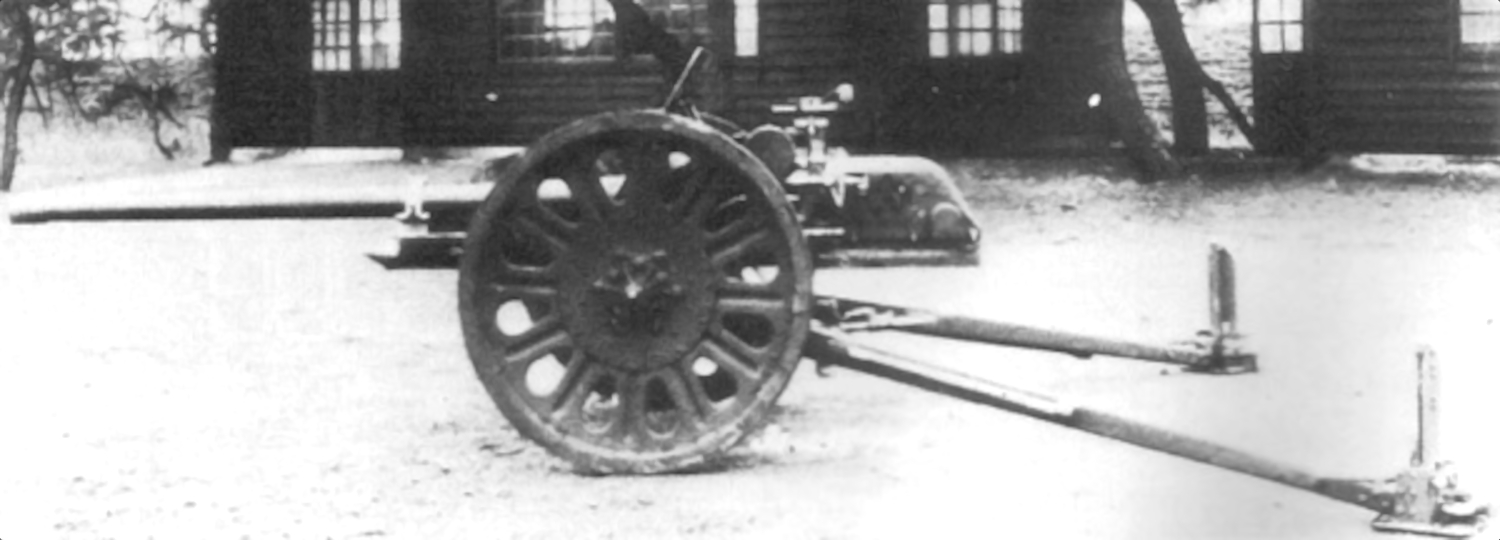
Erste Versuchsversion der Experimentellen Typ 97 47-mm-Schnellfeuerkanone

Zudem wurde 1937 seitens der Heeresführung beschlossen, eine spezielle Panzerabwehrkanone im Kaliber 47 mm zu entwickeln. Diese sollte bei einem Gewicht von maximal 500 kg und einer geringen Bauhöhe eine Durchschlagsleistung von 75 mm auf 300 m haben. Diese wurde von Beginn an als Experimentelles Typ 97 47-mm-Schnellfeuergeschütz bezeichnet, der japanischen Benennung für Panzerabwehrkanonen. Den Entwicklern wurde schnell bewusst, dass eine solche Waffe mit den gegebenen Gewichtsvorgaben nur schwer einsatzbereit zu machen war. Problem war, dass mit dem steigenden Kaliber und die für den gewünschten Durchschlag nötige, größere Treibladung zu einer deutlich größeren Rückstoßkraft als bei einer 37-mm-Kanone führen würde. Diese musste von einer entsprechend massiven Lafette aufgefangen werden, um strukturelle Schäden bereits nach kurzer Nutzungsdauer zu vermeiden. Eine Waffe, die ständig in Reparatur musste, wäre nicht fronttauglich gewesen.
Am Ende der Entwicklung stand Im Oktober 1938 ein modernes, niedriges Geschütz in einer Lafette ähnlich der Typ 94  mit geringer Bauhöhe ohne Mündungsbremse. Der Transport erfolgte durch zwei Zugtiere oder im Mannschaftszug durch mindestens 5 Soldaten. Die technischen Daten waren:
- Kaliber: 47 mm
- Kaliberlänge: L/53,6
- Rohrlänge: 2,515 m
- Höhenrichtbereich: −10° bis +20°
- Seitenrichtbereich: 60°
- Geschützgewicht: 567 kg
- Mündungsgeschwindigkeit V0 = 730 m/s
- Maximale Reichweite: 6.000 m

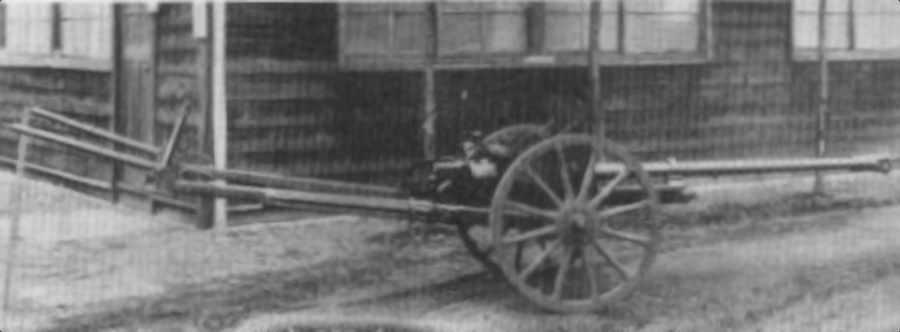
Zweite Versuchsversion der Experimentellen Typ 97 47-mm-Schnellfeuerkanone mit Mündungsbremse

Damit konnte die geforderte Durchschlagsleistung erreicht werden. Allerdings wurde das überhöhte Gewicht von der Heeresführung stark bemängelt und die Entwickler aufgefordert, dieses zu senken. Dies führte zu einer zweiten Version des Geschützes mit weniger massiv gebauter Lafette und Schild sowie einer Mündungsbremse. Zudem wurde Munition mit geringerer Treibladung entwickelt. So wurde es zwar möglich, das Gewicht auf die geforderten 500 kg zu senken, allerdings konnte nun der geforderte Durchschlag nicht mehr erreicht werden. Ein höheres Gewicht wollte man aber nicht akzeptieren. Da man sich mit der Typ 94 als ausreichend ausgerüstet für kommende Gefechte sah, wurde daraufhin im Oktober 1938 das Projekt offiziell als Fehlschlag beendet. Der Grenzkonflikt um Khalkin-Gol zeigte, dass man sich damit irrte.

### Finale Entwicklung
1940 entschloss sich die Heeresführung, die unselige Gewichtsbegrenzung fallenzulassen und beauftragte das Arsenal Osaka mit der Entwicklung einer modernen 47-mm-Panzerabwehrkanone. 1941 wurde die Waffe getestet und offiziell als Typ 1 47-mm-Schnellfeuergeschütz eingeführt. Die ersten Exemplare konnten im April 1942 ausgeliefert werden und hatten im Verhältnis zur 37-mm-Version bei einer Schussdistanz von 500 m eine um fast 50 % größere Durchschlagskraft. Von den insgesamt 1961 produzierten Exemplaren verblieben die meisten auf den japanischen Hauptinseln, um für die befürchtete alliierte Invasion zur Verfügung zu stehen. Einige Paks wurden auf größere, von Japan besetzte, Pazifikinseln verschifft, darunter Luzon und Okinawa, wo sie erfolgreich eingesetzt wurden.
Die Typ 1 blieb bis zum Ende des Zweiten Weltkrieges im Einsatz. Nach der Kapitulation Japans verblieben einige der Geschütze in den ehemals besetzen Ländern und wurden dort weiterverwendet.

## Technik

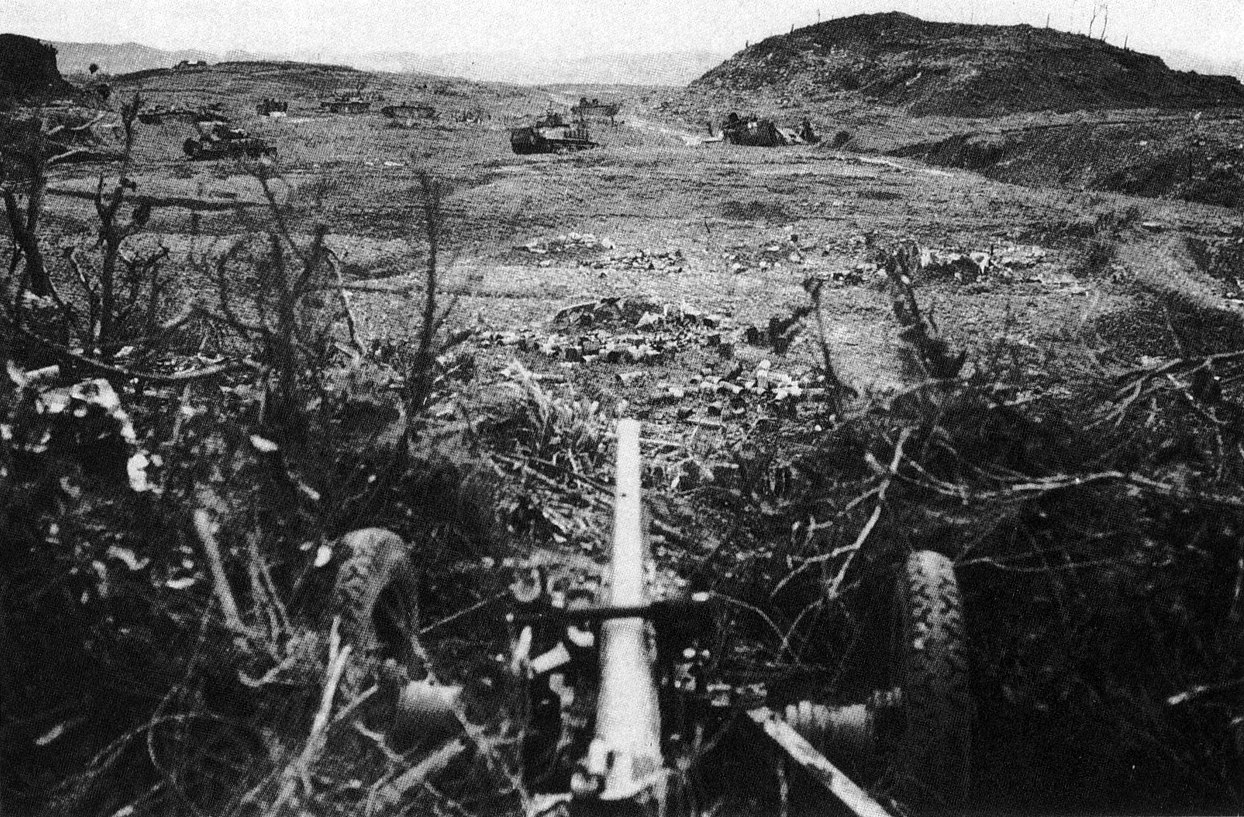
Im Schussfeld einer Typ 1 stehen amerikanische Sherman-Panzer und Amtracs, die während der Schlacht um Okinawa beim Sugar Loaf Hill von dieser abgeschossen wurden.

Bei der 47-mm-Panzerabwehrkanone Typ 1 handelte es sich für damalige Verhältnisse um ein modernes Panzerabwehrgeschütz.
Im Prinzip handelte es sich bei der Typ-1-Pak um eine Weiterentwicklung der 37-mm-Pak Typ 94. Das Rohr war auf 2,53 m verlängert und das Profil der Kanone war niedriger geworden.
Technische Details
- Kaliber: 47 mm
- Kaliberlänge: L/54
- Rohrlänge: 2,53 m[2]
- Höhenrichtbereich: −10° bis +18°
- Seitenrichtbereich: 58°
- Geschützgewicht: 800 kg[2]
- Mündungsgeschwindigkeit V0 = 827 m/s
- Maximale Reichweite: 6.900 m

## Galerie

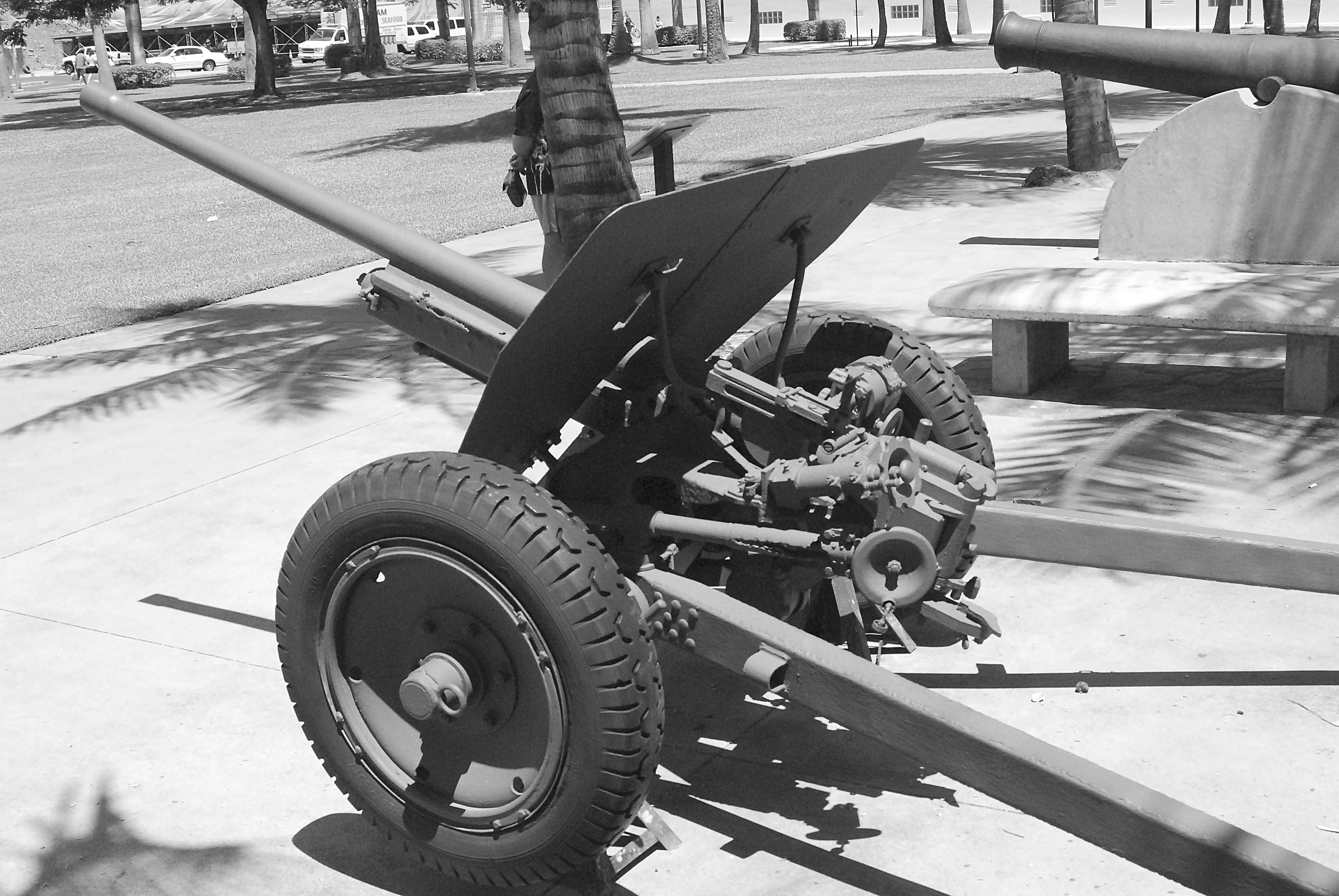
Eine Typ 1 ausgestellt im Battery Randolf US Army Museum, Honolulu
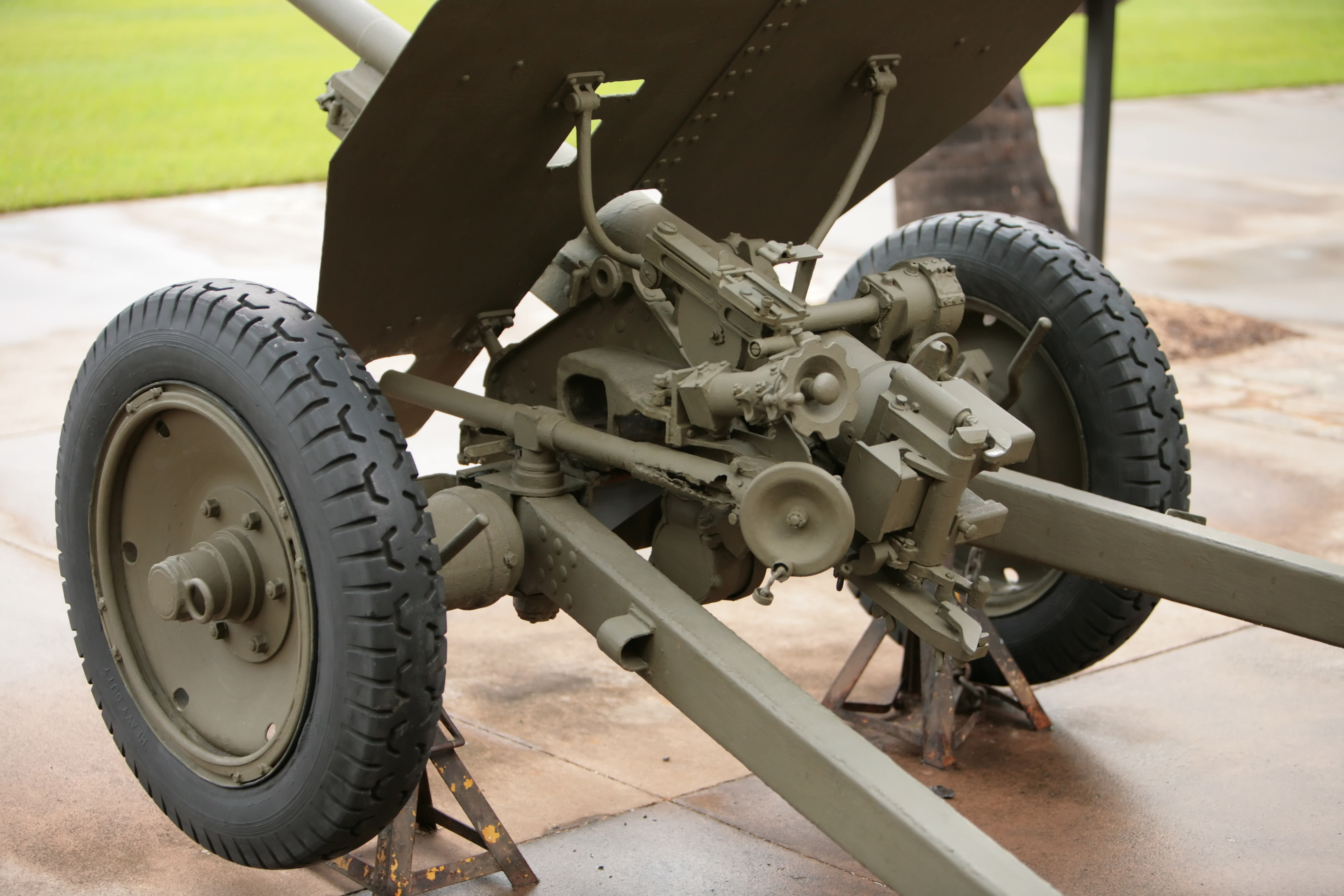
Nahansicht des gleichen Geschützes
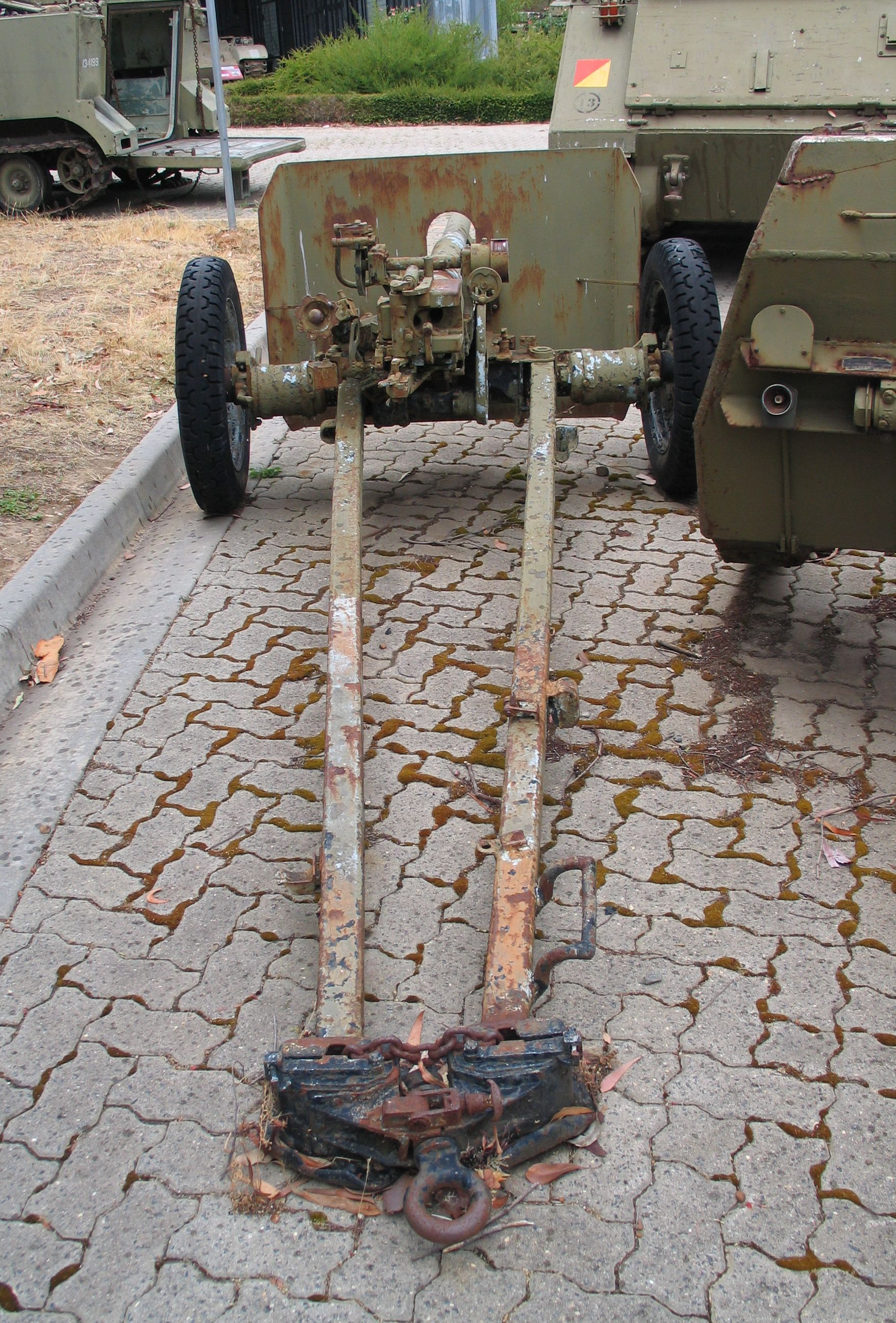
Erhaltenes Exemplar einer Typ 1 im Royal Australian Armoured Corps Tank Museum, Puckapunyal, Victoria, Australien
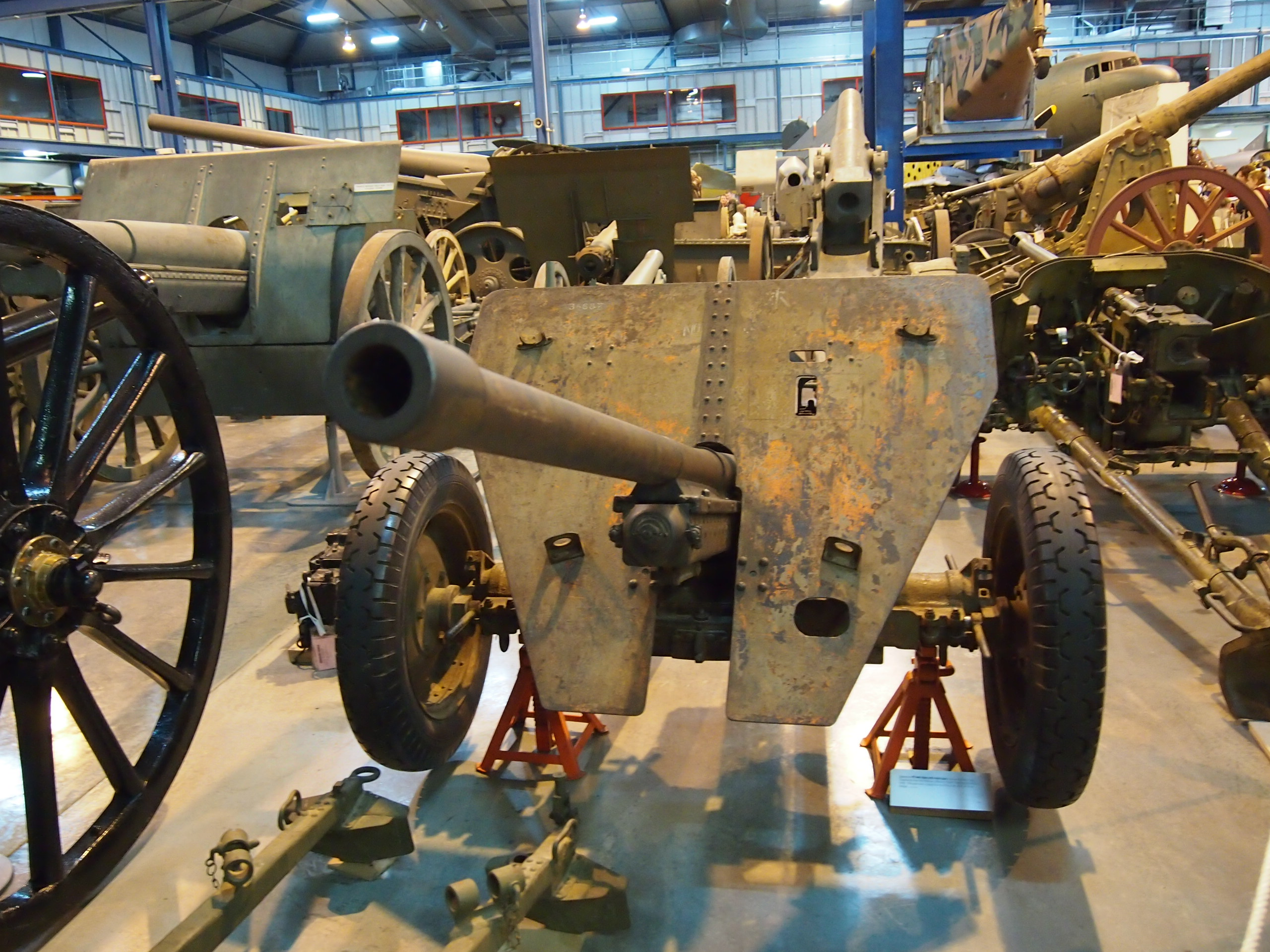
Australian War Memorial’s Treloar Technology Centre, Australien
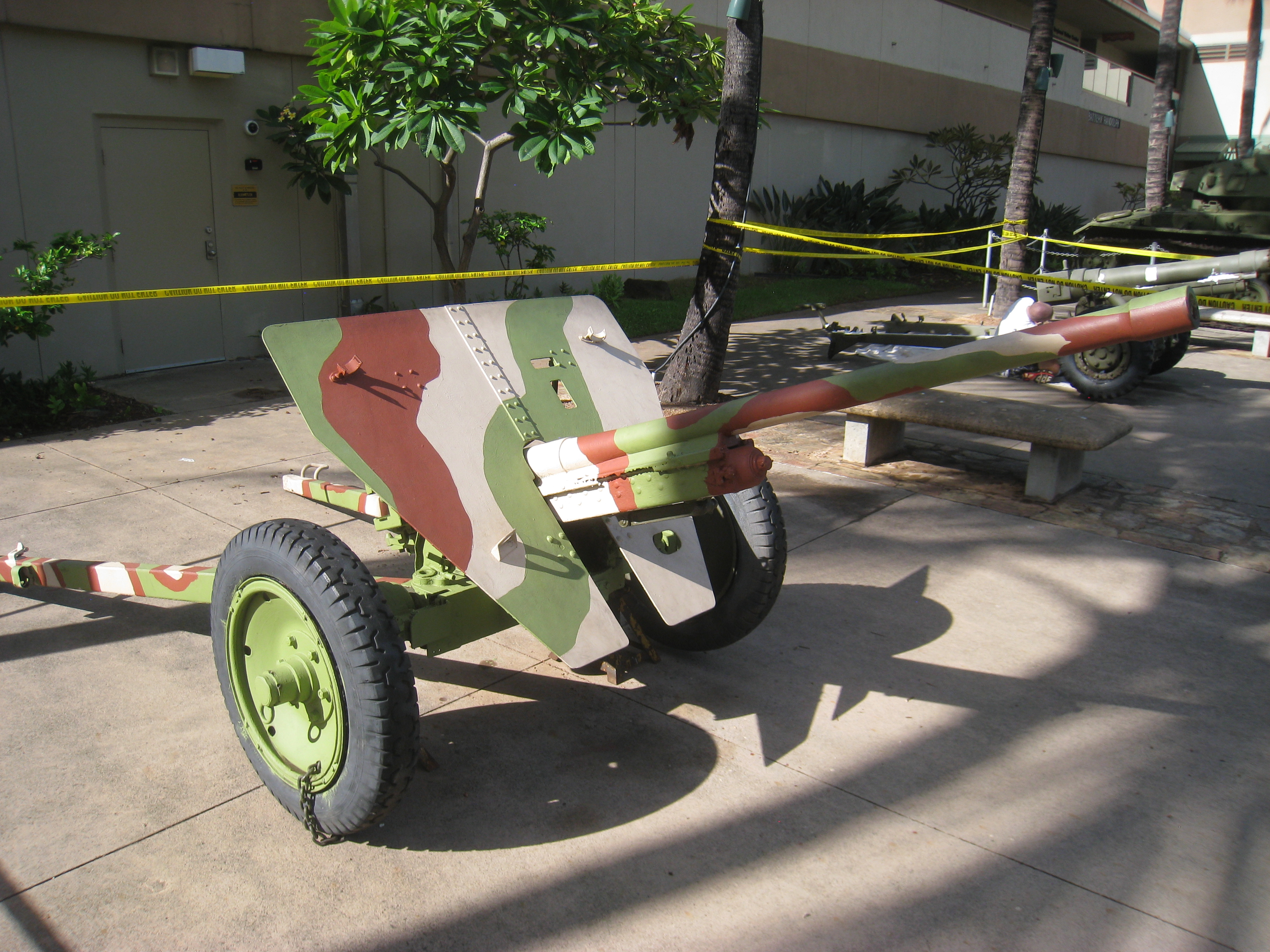
U.S. Army Museum of Hawaii, Honolulu, Hawaii, USA
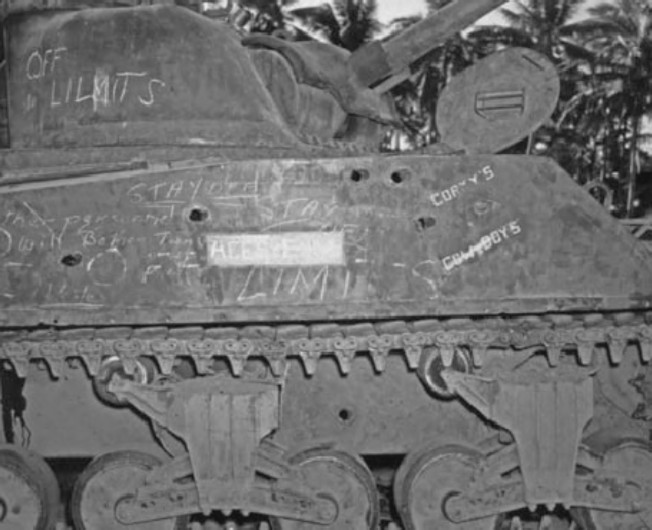
Durchschüsse bei einem M4A3-Sherman-Panzer durch eine Typ 1 Pak